# South Pass

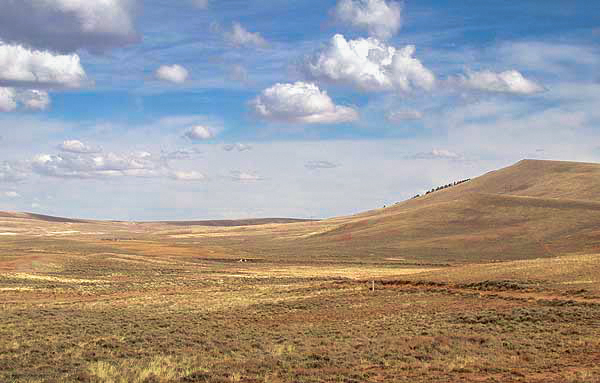
Historiska South Pass, vy mot Pacific Springs.

South Pass är den kollektiva termen för två bergspass i Wyoming, USA, genom den nordamerikanska vattendelaren i Klippiga bergen. Passen är belägna i sydvästra Fremont County, omkring 55 kilometer sydväst om Lander, Wyoming. Det historiska passet med nybyggarleden ligger på 2 259 m höjd över havet, medan det nuvarande passet med den moderna landsvägen ligger 4 kilometer längre åt nordväst på 2 300 m höjd över havet.
South Pass är den lägsta punkten mellan de mellersta och södra Klippiga bergen och har historiskt varit en viktig led genom bergen; härigenom gick bland annat nybyggarlederna Oregon Trail, California Trail och Mormon Trail under 1800-talet. Idag genomkorsas passet av Wyomings delstatsväg 28 ("South Pass Highway").
Floden Sweetwater River, en biflod till North Platte River, har sin källa i närheten och rinner ner på passets östra sida.

## Historia
Passet var okänt för europeisk-amerikanska utforskare vid tiden för Lewis och Clarks expedition 1804–1806, som korsade Klippiga bergen längre norrut i dagens Montana. Astorexpeditionen 1812, en grupp pälsjägare ledda av Robert Stuart, var de första europeiskättade amerikanerna som kartlade passet och rapporterade senare sina fynd till president Madison. Passet användes dock sällan av nybyggare under de tidiga åren efter upptäckten. 
Kapten Benjamin Bonneville ledde ett första vagnståg av 20 vagnar och 110 nybyggare över passet 1832, och under perioden från omkring 1848 till 1868 var passet den vanligaste vägen för hundratusentals nybyggare på väg västerut mot Kalifornien och Oregon. Nybyggarna följde North Platte River och Sweetwater River till dess källor och vidare genom passet västerut. I samband med att den transamerikanska järnvägen genom Wyoming färdigställdes 1869 valde Union Pacific en sydligare rutt för järnvägen, som därefter övertog nybyggarledernas roll som huvudsaklig väg västerut. 
South Pass City grundades som en diligensstation och senare även telegrafstation på Oregon Trail på 1850-talet. Även Atlantic City, Wyoming grundades i samband med en kortlivad guldrush i regionen i slutet av 1860-talet. I Atlantic City bedrevs senare järnbrytning fram till 1983 och på platsen finns fortfarande ett mindre samhälle, medan South Pass City är en spökstad sedan guldrushens slut och idag är historiskt minnesmärke.